# Herepei Ádám
Herepei Ádám (Lozsád, Hunyad megye, 1756. február 22. – Nagyenyed, 1814. szeptember) református lelkész és tanár, Herepei János lelkész bátyja, Herepei Gergely és Herepei Károly nagybátyja.

## Élete
Herepei István lelkész és Jéri Éva fia. Atyja keze alól a szászvárosi iskolába ment, hol négy évig tanult, innét Nagyenyedre került, ahol 13 évig folytatta tanulmányait. 1782-ben a Bázeli Egyetem és Genfi Egyetem hallgatója volt, utóbbin három évet töltött; a marburgi egyetemet is egy évig látogatta. 1785-ben honába visszatért és báró Kemény Simon státustanácsos és alsó-fejérmegyei főispánnak Simon fia mellett volt nevelő, akit a külföldi egyetemekre is kísért. Ekkor is (így 1788-ban a marburgi, 1789-ben a genfi akadémián) folyton tökéletesítette kiváló szónoki tehetségét. Ekkor volt tanítványa Bolyai Farkas is, aki tanulótársa volt Kemény Simonnak.
Herepei Ádám Kőrösi Csoma Sándornak is történelemtanára volt, ő szerettette meg Kőrösi Csomával a magyarok őstörténetét.
1790-ben Nagyenyedi református kollégiumba hívták tanárnak, ahol a történelmet, költészetet és klasszika literatúrát tanította. Jeles szónok volt, mint Zeyk János (Munkái. Kolozsvár, 1845. III. k.) mondja: „Ritka nevezetesebb nagy temetés vala, hol az ő beszédei ne kísérték volna a halottat örök nyugodalmára”. 1814 szeptemberében halt meg. A híres Hegedüs Sámuel parentált felette: A közhasznú professor és historikus címmel (Kolozsvár, 1814). Sírja fölé tanítványa Baczkamadarasi Kis József emelt szép emléket. Utódja a nagyenyedi katedrán Hegedüs Sámuel lett.

## Munkái
- A keresztyén bánat, melyet n. b. e. L. B. M. Gyerő Monostori Kemény Borbára n. b. e. Meltgs. L. B. Losonczi Bánffi Imre ur igaz özvegyének igaz tisztességére előadott halotti szent tanitásban. Kolozsvár, 1795.
- Halotti beszéd. Az Istennek és embernek tetsző szép asszonyról, irta a néhai boldogemlékezetü Mgos Vargyasi ifjabb Dániel Kata asszony Mg. Szálláspataki Mara Lőrincz élete párjának utolsó tiszteletére és mondotta márcz. 8. 1795. Kolozsvár. (A jó és szép asszony leirása cz., Szilágyi Ferencz halotti tanításával együtt.)
- A keresztyén özvegy kit néhai b. e. Malom-Vizi gróf Kendeffi Rákhel... gróf Bethlen özvegyének utolsó érdemlett tisztességére halotti szent beszédben előadott. Kolozsvár, 1802. (A keresztyén özvegynek lelki élete. Két halotti tanitásokban... Kolozsváron, 1798. ápr. 15. Szilágyi Ferencz beszédével együtt.)
- Halotti beszéd az asszonyról, a kit a férje dicsér... Homoród Sz. Páli Szentpáli Ágnes... emlékezetére. Kolozsvár, 1803. (Pápai István beszédével együtt.)
- Halotti beszéd az életnek megvetéséről... báró Radák Ádámnak szent emlékezetére... 1803. Kolozsvár. 1806.
- A biró. Egy halotti beszéd néhai méltsgs, Sarkadi Türi László... emlékezetére. Kolozsvár, 1813.

### Kéziratban maradt
- Historia mundi universalis et patriae. Statistica, Politica, Eloquentia, Encyclopaedia, Aesthetica, Literatura romana s nagyszámú halotti oratiói s más beszédei, melyek a nagyegyedi könyvtárral együtt elpusztultak.

## Kapcsolódó lapok
- Kőrösi Csoma Sándor